# Communications of the Korean Mathematical Society
Communications of the Korean Mathematical Society ist eine seit 1986 in englischer Sprache erscheinende mathematische Fachzeitschrift, die von der Korean Mathematical Society herausgegeben wird. Sie veröffentlicht Forschungsarbeiten und Überblicksartikel aus der reinen und der angewandten Mathematik.